# Universidad de Ciencias Médicas de Santiago de Cuba
La Universidad de Ciencias Médicas de Santiago de Cuba (también llamada Facultad de Medicina de Santiago de Cuba) es una universidad de medicina localizada en Santiago de Cuba, Cuba.
Posee dos sedes en la ciudad de Santiago de Cuba y fue fundada el 9 de febrero de 1962, por Fidel Castro. 

## Facultades
Se encuentra dividida en cuatro facultades: 
- Medicina
- Estomatología
- Licenciatura en Enfermería
- Tecnologías de la Salud